# Vattnäs
Vattnäs is een plaats in de gemeente Mora in het landschap Dalarna en de provincie Dalarnas län in Zweden. De plaats heeft 275 inwoners (2005) en een oppervlakte van 72 hectare. De plaats ligt aan het meer Orsasjön.

## Verkeer en vervoer
Bij de plaats loopt de Europese weg 45.
De plaats ligt aan de spoorlijn Inlandsbanan, die door het binnenland van noord Zweden loopt, er is een treinstation aan deze spoorweg in de plaats.